# Wilhelm Knorinsz
Wilhelm Knorinsz, w innych źródłach Knorin, ros. Вильгельм Георгиевич Кнорин (Кнориньш), łot. Vilhelms (Vilis) Knoriņš (ur. 17 sierpnia 1890 w Līgatne koło Kiesia w Inflantach, zm. 29 lipca 1938 w Kommunarce) – komunista łotewski, I sekretarz Komunistycznej Partii (bolszewików) Białorusi (1920-23, 1927-28). 

## Życiorys
Pochodził z łotewskiej rodziny chłopskiej. W 1910 roku wstąpił do SDPRR, przyłączył się do jej bolszewickiego skrzydła. Kierował pracą partyjną w Petersburgu, Rydze i Lipawie. 
Od lipca do września 1920 roku był zastępcą przewodniczącego komitetu rewolucyjnego (rewkomu) Białoruskiej Socjalistycznej Republiki Radzieckiej. Od 9 sierpnia do 11 listopada 1920 przewodniczący Tymczasowego Centralnego Biura Komunistycznej Partii (bolszewików) Białorusi, od 26 listopada do 18 grudnia 1920 i od 2 marca do 10 maja 1921 sekretarz tego biura, jednocześnie od 26 listopada 1920 do 10 maja 1921 kierownik Wydziału Agitacyjno-Propagandowego KP(b)B, od 10 maja 1921 do 11 maja 1922 sekretarz odpowiedzialny CB KP(b)B. Od 20 października 1921 do 11 maja 1922 członek Prezydium CB KP(b)B, 1924-1925 kierownik Wydziału Informacyjnego KC RKP(b), od 31 grudnia 1925 do 2 grudnia 1927 członek Centralnej Komisji Rewizyjnej RKP(b). Od 5 maja 1927 do 1 grudnia 1928 ponownie na czele KP(b)B (I sekretarz KC). Na XV zjeździe WKP(b) 19 grudnia 1927 wybrany na członka KC WKP(b), którym pozostawał do 25 czerwca 1937. 
Od 1928 do lipca 1935 członek Komitetu Wykonawczego Kominternu (IKKI), od kwietnia 1931 do lipca 1935 zastępca członka prezydium KW Kominternu (IKKI) i jednocześnie sekretarz Komitetu Wykonawczego Kominternu (IKKI)	
Od VI plenum KC Komunistycznej Partii Polski (1929) przedstawiciel Kominternu w Biurze Politycznym KPP. W latach 1930–32 członek Komitetu Centralnego KPP.
Od 1932 do 1935 szefował Instytutowi Czerwonej Profesury, zajmował się naukowo historią. W latach 1932–34 członek kolegium redakcyjnego Prawdy. W WKP(b) zajmował się agitacją i propagandą. 
W okresie "wielkiej czystki" 22 czerwca 1937 aresztowany przez NKWD. 28 lipca 1938 skazany przez Kolegium Wojskowe Sądu Najwyższego ZSRR na karę śmierci z zarzutu szpiegostwa, następnego dnia rozstrzelany w miejscu egzekucji Kommunarka pod Moskwą. Ciało pochowano anonimowo.
Zrehabilitowany 30 listopada 1955 postanowieniem Kolegium Wojskowego SN ZSRR.